# Championia reticulata
Championia reticulata är en tvåhjärtbladig växtart som beskrevs av George Gardner. Championia reticulata ingår i släktet Championia och familjen Gesneriaceae. Inga underarter finns listade i Catalogue of Life.